# 張天其
張天其（1982年7月9日—）中國男演員，出生於黑龍江省大慶市。畢業於北京電影學院表演系，於2012年在《新白髮魔女傳》飾演王照希一角而為人熟悉。現為新媒諴品文化傳播藝人。

## 生平
張天其，原名張帥，中國大陸男演員，出生於黑龍江省大慶市，自小學習舞蹈，2000年加入男子組合“動感男孩”成為歌手
，曾在2001年中央電視台春節聯歡晚會演出 。
自2004年張天其的工作以演電視劇為主，第一部參演的電視劇是在《梧桐相思雨》飾演金毓凡，合作的演員包括劉德凱、陶虹、戴嬌倩等。2007年於《換子成龍》中飾演李星輝一角而嶄露頭角，人氣漸長，及後在多部年代戲中出演重要角色，因此獲得了“年代多面小生”的稱號 ，亦有“大陸版本木雅弘”的稱號。
2010年，張天其參演電視劇《世間路》，飾演一位外表儒雅但內心扭曲的家庭暴力男，是次演大反派角色，張天其視為對他個人演技的極大挑戰，演技亦獲得此劇導演歐陽奮強的讚賞。
2011年，張天其參演年代電視劇《千金》，繼《家仇》後再次與呂頌賢合作，戲中張天其飾演留洋歸國的醫生，由於此劇年代跨度大，他需要由青年演到中老年，是他演藝事業上的一個突破。同年，張天其再接拍兩部年代電視劇，一部是《再愛我一次》，除了擔任演員，張天其亦主唱了片尾曲和插曲；另一部是年代勵志偶像劇《勝利者》（又名《怒海情仇》、《笑到最後的人》），此劇匯集了中、韓、港、台兩岸四地眾多當紅偶像及實力明星，張天其在戲中飾演既高傲霸道但又痴情温柔、性格極富矛盾的人物，是次演出得到了劇裡的前軰及導演的贊賞。
近年，張天其戲路變得更廣，接拍多部古裝戲，於2012年與吳奇隆、馬蘇、劉思彤等眾多演員一起出演武俠劇《新白髮魔女傳》，此為張天其首次參演的武俠片，在戲中飾演書生王照希一角，憑著運用扇子的武功、玉樹臨風的造型及搞笑活潑的口才，獲得「高富帥」的稱號，張天其亦憑此劇人氣急升，為觀眾所熟悉 。繼《新白髮魔女傳》後，張天其於同年再出演另一剖古裝戲《紫釵奇緣》，與葉璇、林峯等合作，在劇中演繹京城才子京兆尹韋博文。
2013年，張天其參演不同類型的電視劇，包括古裝劇《華胥引》一世安篇及抗日劇《潘多拉的秘密》，亦客串了《大漢賢后‧衛子夫》及以法律為題材的《金牌律師》。
2014年，張天其繼續不同的戲路，接拍古裝劇《啼笑书香》，亦嘗試都市輕喜劇《家有房客》。

## 影视作品

### 電視劇
| 年份     | 剧名                         | 角色               | 备注                                    |
| 2004年   | 梧桐相思雨                   | 金毓凡             |                                         |
| 2005年   | 問君能有幾多愁               | 李從善             |                                         |
| 2006年   | 窗外有張臉                   |                    |                                         |
| 2007年   | 愛的進行式（又名：星光大道） | 樂                 | 音樂電視劇                              |
| 2007年   | 梁山伯與祝英台               | 王藍田             |                                         |
| 2007年   | 換子成龍                     | 李星輝             |                                         |
| 2008年   | 富貴在天                     | 皮子雄             |                                         |
| 2008年   | 東方朔                       | 張騫               | 客串                                    |
| 2009年   | 反抗之真心英雄               | 萬仁               |                                         |
| 2009年   | 愛沒有錯                     | 章秉國             |                                         |
| 2009年   | 玫瑰江湖                     | 林伯年             | 客串                                    |
| 2009年   | 戰友故事                     |                    |                                         |
| 2010年   | 家仇                         | 湯新城             |                                         |
| 2010年   | 世間道                       | 蘇賢達             |                                         |
| 2010年   | 女婿難當                     |                    | 客串                                    |
| 2011年   | 龍巡天下                     | 賈富貴             |                                         |
| 2011年   | 生死正名                     | 沈靜澤             |                                         |
| 2011年   | 郎本無情                     | 莫君華             |                                         |
| 2012年   | 世間路                       | 吳凱               |                                         |
| 2013年   | 紅牆綠瓦之殘陽               | 少年恭親王(奕欣)   |                                         |
| 2012年   | 再愛我一次                   | 偉                 |                                         |
| 2012年   | 千金                         | 淩超華             |                                         |
| 2012年   | 新白髮魔女傳                 | 王照希             |                                         |
| 2013年   | 怒海情仇(胜利者)             | 項唯勝             |                                         |
| 2013年   | 笑傲江湖                     | 贾人达             |                                         |
| 2013年   | 雅典娜女神／青春烈火         | 青山               |                                         |
| 2013年   | 紫釵奇緣                     | 韋博文             |                                         |
| 2014年   | 犀利仁師                     | 張天其             |                                         |
| 2014年   | 金牌律師                     | 譚加一             |                                         |
| 2014年   | 衛子夫                       | 杜周               | 客串                                    |
| 2015年   | 华胥引之绝爱之城(一世安篇)   | 衛國公葉遠玄(年輕) |                                         |
| 2015年   | 潘多拉的秘密                 | 上官羽破           |                                         |
| 2015年   | 破陣                         | 任遠               |                                         |
| 2016年   | 戰火中的兄弟                 | 戲子               |                                         |
| 2016年   | 心如鐵                       | 王天成             |                                         |
| 2017年   | 梅花兒香                     | 馬超               |                                         |
| 2017年   | 毒戰 (又名:地火三之地火熊熊) | 張天强             |                                         |
| 2018年   | 踏火行歌                     | 黑金蛾皇           |                                         |
| 2019年   | 冷案                         | 劉子喬             |                                         |
| 2019年   | 追球                         | 何泽阳             |                                         |
| 2019年   | 陸戰之王                     | 宋華楠             |                                         |
| 2020年   | 清風明月佳人                 | 張飛卿             | 2008年拍攝 以原名「張帥」出演在參演名單 |
| 2020年   | 歡喜獵人                     | 王保安             | 客串                                    |
| 2021年   | 啼笑书香                     | 都兆青             | 2014年拍攝                              |
| 2023年   | 君子盟                       | 邵志               | 網絡劇                                  |
| 2025年   | 真心英雄                     | 鄭時輪             | 單元《无名》                            |
| 2025年   | 搏忆                         | 安少聰             | 網絡短劇                                |
| 尚未開播 | 家有房客                     | 莫北               |                                         |
| 尚未開播 | 独臂悍将                     | 宋盘铭             |                                         |

### 電影
| 年份   | 剧名                  | 角色   | 备注       |
| 2013年 | 愛情鳥                | 楊洛   | 公益微電影 |
| 2016年 | 十夜谈之异悚          | 舜轩   | 網絡電影   |
| 2017年 | 大夢西遊3女兒國奇遇記 | 唐僧   | 網絡電影   |
| 2017年 | 八武将                | 孙灿   | 網絡電影   |
| 2018年 | 暴走狂花              | 阿坤   | 網絡電影   |
| 2019年 | 嗜血將軍2白皮少女     | 趙無極 | 網絡電影   |
| 2019年 | 新包青天之血酬蛊      | 公孫策 | 網絡電影   |
| 2020年 | 新包青天南侠谜案      | 公孫策 | 網絡電影   |
| 2021年 | 猎妖记                |        | 網絡電影   |
| 2021年 | 河豚                  |        | 網絡電影   |
| 2024年 | 破毒                  | 许百良 | 網絡電影   |

## 音樂作品
- 組合「動感男孩」歌曲

| 年份   | 歌曲         | 主唱     | 作曲   | 填詞 | 監製 | 備註 |
| 2000年 | 怎麼捨得你走 | 動感男孩 | 李海鷹 | 崔曉 |      |      |

- 個人主唱歌曲

| 年份   | 歌曲     | 主唱   | 作曲   | 填詞   | 監製 | 備註                       |
| 2012年 | 飛鳥和魚 | 張天其 | 張旭   | 張旭   | 豔子 | 電視劇《再愛我一次》片尾曲 |
| 2012年 | 情殤     | 張天其 | 張旭   | 張旭   | 豔子 | 電視劇《再愛我一次》插曲   |
| 2012年 | 天亮以前 | 張天其 | 李東城 | 何曉露 |      | 電視劇《千金》片尾曲       |
| 2012年 | 雨過之後 | 張天其 |        |        |      | 電視劇《命運交響曲》插曲   |
|        | 害怕     | 張天其 |        |        |      |                            |
|        | 哭到天亮 | 張天其 |        |        |      |                            |

## 綜藝節目
| 播出時間       | 節目                                | 播放頻道           |
| 2013年10月27日 | 《心動女人幫》                      | 四川衛視           |
| 2013年10月12日 | 《男左女右》                        | 深圳衛視           |
| 2013年8月13日  | 《明星面對面》-《紫釵奇緣》首映式   | 山東電視影視頻道   |
| 2013年3月12日  | 《明星面對面》-《雅典娜女神》首映式 | 山東電視影視頻道   |
| 2013年2月18日  | 《最佳現場》                        | 北京電視台文藝頻道 |
| 2013年2月17日  | 《最佳現場》                        | 北京電視台文藝頻道 |
| 2012年12月30日 | 《冠軍中國》                        | CCTV5              |
| 2012年12月29日 | 《冠軍中國》                        | CCTV5              |
| 2012年10月25日 | 《美麗俏佳人》                      | 黑龍江衛視         |
| 2012年10月21日 | 《大牌生日會》                      | 深圳衛視           |
| 2012年10月14日 | 《非常靠谱》                        | 湖南衛視           |
| 2012年9月23日  | 《正大綜藝‧牆來啦》                 | CCTV1              |
| 2012年8月21日  | 《全力以赴》                        | 湖南衛視           |
| 2012年8月20日  | 《全力以赴》                        | 湖南衛視           |
| 2012年8月11日  | 《養生會》                          | 雲南衛視           |
| 2012年7月30日  | 《奧運大郭飯》                      |                    |
| 2012年7月29日  | 《奧運大郭飯》                      |                    |
| 2012年2月18日  | 《生活魔法師》                      |                    |
| 2012年2月17日  | 《生活魔法師》                      |                    |
| 2011年9月23日  | 《養生會》                          | 雲南衛視           |
| 2011年9月3日   | 《生活魔法師》                      | 雲南衛視           |
| 2011年8月26日  | 《養生會》                          | 雲南衛視           |
| 2011年8月16日  | 《美味人生》                        | 旅遊衛視           |
| 2011年5月22日  | 《魅力周末》                        |                    |

## 其他演出
2007年  參演歌手龐龍的《因為有你》音樂MV

## 外部連結
- 張天其新浪博客 （页面存档备份，存于）
- 張天其的新浪微博